# 埃林·彼林
埃林·彼林（羅馬化：Elin Pelin，1877年—1949年）原名迪米塔尔·伊万诺夫（Димитър Иванов）。是保加利亚著名作家，以写农村题材的中短篇小说而著称于世，其短篇小说《冥间》、《安德列什科》与中篇小说《格拉克一家》和《大地》鞭挞了对农民的压迫，揭露了新生资产者的道德沦丧。1930年代后主要创作儿童文学作品。

## 生平
1877年出生于索菲亚附近巴依洛沃村富裕中农家庭，后家庭破产。父亲是同辈中唯一识字的人，也是民族解放运动的拥护者，他的三个哥哥后来都成为了教师。他在家乡读完初中后，辗转其他地方求学，后来回到家乡，做起了乡村教师。期间接触了社会主义思想。
他从1895年开始写作，小说歌颂了劳苦大众，并揭露了资本主义剥削者的贪婪本性。1902-1903年他创办了抨击政府的刊物《乡村论坛》。一战前他完成了自己的代表作《格拉克一家》和《大地》。一战中他应征入伍，成为军事记者。1926-1944年，他担任伊凡·伐佐夫博物馆馆长。
1944年之后，他的作品着重反映人民共和國的革命与建设。他主要为儿童写作，体裁有诗歌、童话、寓言和小说。代表作《比比扬奇遇记》。

## 影响
- 《格拉克一家》（1911）描写格拉克大儿子鲍让用狡黠手段窃取老夫积攒多年的金币，导致整个大家庭分崩离析，小说对各人物的心理活动描写得非常细致入微。
- 《大地》（1912）中兄弟阋墙达到了骨肉相残的地步，揭露了资本主义原始积累阶段的卑鄙野蛮。
- 从1956年开始，他的童话《幸福是什么》被选入中国内地的人教版小学语文教科书，并一直沿用至今[3]。

## 纪念
一些地方以他的名字命名：
- 埃林佩林（保加利亚小镇）
- 埃林佩林角（南设得兰群岛史密斯島）[4]